# Kong: Ostrov lebek
Kong: Ostrov lebek (v anglickém originále Kong: Skull Island) je americký film s monstry z roku 2017, režiséra Jordana Vogta-Robertse. Produkovala ho společnost Legendary Pictures a distribuovala Warner Bros. Pictures. Jedná se o filmový reboot série King Kong. 

## Děj
Film se odehrává v roce 1973. Vypráví o cestě týmu vědců a vojáků z vietnamské války na neprobádaný Ostrov lebek. Zde se setkávají s gigantickou opicí, které se přezdívá Kong. Ta je posledním zástupcem svého druhu. Vojáci Konga napadnou, a proto na ně zaútočí. Většina z nich během tohoto útoku zemře. Zbytek se hodlá z ostrova jakýmkoliv způsobem dostat. Cestu jim zkříží nejen Kong, ale i ostatní nebezpeční obyvatelé ostrova.

## Obsazení
- Tom Hiddleston jako James Conrad
- Samuel L. Jackson jako Preston Packard
- John Goodman jako William "Bill" Randa
- Brie Larson jako Mason Weaver
- Jing Tian jako San Lin
- Toby Kebbell jako Jack Chapman
- John Ortiz jako Victor Nieves
- Corey Hawkins jako Houston Brooks
- Jason Mitchell jako Glenn Mills
- Shea Whigham jako Earl Cole
- Thomas Mann jako Reg Slivko
- Terry Notary a Toby Kebbell jako Kong (Motion capture)
- John C. Reilly jako Hank Marlow

## Produkce
Film byl oznámen v červenci 2014 na Comic-Conu v San Diegu. V září stejného roku byl Vogt-Roberts oznámen jako režisér. Projekt původně vznikl ve společnosti Universal Pictures jako origin story, ale později byl přesunut do Warner Bros., aby mohl vzniknout sdílený filmový vesmír s Godzillou a Kongem. Hlavní natáčení začalo v říjnu 2015 na Havaji a na různých místech ve Vietnamu. Skončilo v březnu 2016.

## Vydání a ohlasy
Snímek byl uveden do kin 10. března 2017. Kritici jej hodnotili vesměs kladně. Chválili především vizuální efekty, akční sekvence a herecké výkony. Film byl také finančně úspěšný, celosvětově utržil 568 milionů dolarů a stal se tak 2. komerčně nejúspěšnějším dílem MonsterVerse a dosavadní série King Kong. Pokračování Godzilla vs. Kong bylo uvedeno do kin 31. března 2021.

## Nominace a ocenění
| Ocenění                       | Datum           | Kategorie                                                                   | Příjemce                                                                    | Výsledek |
| ----------------------------- | --------------- | --------------------------------------------------------------------------- | --------------------------------------------------------------------------- | -------- |
| Visual Effects Society Awards | 13. února 2018  | Outstanding Visual Effects in a Photoreal Feature                           | Jeff White, Tom Peitzman, Stephen Rosenbaum, Scott Benza, Michael Meinardus | Nominace |
| Visual Effects Society Awards | 13. února 2018  | Outstanding Animated Character in a Photoreal Feature                       | Jakub Pistecky, Chris Havreberg, Karin Cooper, Kris Costa for "Kong"        | Nominace |
| Visual Effects Society Awards | 13. února 2018  | Outstanding Effects Simulations in a Photoreal Feature                      | Florent Andorra, Alexis Hall, Raul Essig, Branko Grujcic                    | Nominace |
| Visual Effects Society Awards | 13. února 2018  | Outstanding Compositing in a Photoreal Feature                              | Nelson Sepulveda, Aaron Brown, Paolo Acri, Shawn Mason                      | Nominace |
| Teen Choice Awards            | 13. srpna 2017  | Choice Movie: Sci-Fi                                                        |                                                                             | Nominace |
| Teen Choice Awards            | 13. srpna 2017  | Choice Movie Actor: Sci-Fi                                                  | Tom Hiddleston                                                              | Nominace |
| Teen Choice Awards            | 13. srpna 2017  | Choice Movie Actress: Sci-Fi                                                | Brie Larson                                                                 | Nominace |
| Saturn Awards                 | 27. června 2018 | Best Fantasy Film                                                           | Thomas Tull, Mary Parent, Jon Jashni and Alex Garcia                        | Nominace |
| Saturn Awards                 | 27. června 2018 | Best Film Special / Visual Effects                                          | Stephen Rosenbaum, Jeff White, Scott Benza, Michael Meinardus               | Nominace |
| Golden Trailer Awards         | 6. června 2017  | Best Teaser Poster                                                          | Kong: Skull Island                                                          | Výhra    |
| Golden Trailer Awards         | 6. června 2017  | Best Action                                                                 | Kong: Skull Island                                                          | Nominace |
| Golden Trailer Awards         | 6. června 2017  | Best Sound Editing                                                          | Kong: Skull Island                                                          | Nominace |
| Golden Trailer Awards         | 6. června 2017  | Best Fantasy/Adventure TV Spot                                              | Kong: Skull Island                                                          | Nominace |
| Golden Trailer Awards         | 6. června 2017  | Best Action Poster                                                          | Kong: Skull Island                                                          | Nominace |
| Golden Trailer Awards         | 6. června 2017  | Best Fantasy / Adventure Poster                                             | Kong: Skull Island                                                          | Nominace |
| Annie Award                   | 3. února 2018   | Outstanding Achievement for Character Animation in a Live Action Production | Jance Rubinchik, Adrian Millington, Alberto Martinez Arce, Kyle Winkelman   | Nominace |
| Academy Awards                | 4. března 2018  | Best Visual Effects                                                         | Stephen Rosenbaum, Jeff White, Scott Benza, Michael Meinardus               | Nominace |